# Казакевич, Андрей Николаевич
Андре́й Никола́евич Казаке́вич (бел. Андрэ́й Мікала́евіч Казаке́віч, англ. Andrei Kazakevich; род. 31 января 1980 года, Минск, Белорусская ССР) — белорусский политолог, доктор политических наук. Директор Института политических исследований «Палiтычная сфера», основатель и председатель организационного комитета Международного Конгресса исследователей Беларуси, главный редактор журналов «Палiтычная сфера» и «Belarusian Political Science Review», автор Youtube-канала «Казакевич. Политика».

## Биография

### Образование
В 1997—2002 годах учился на отделении политологии юридического факультета Белорусского государственного университета (БГУ) по специальности «Юрист-политолог». Затем, в 2002—2005 учился в аспирантуре того же факультета.
В 2009 году получил степень доктора политических наук (PhD in Political Science) в Университете Витовта Великого в Каунасе, Литве. Тема докторской диссертации: Судебная власть в политической системе Республики Беларусь.

### Профессиональная деятельность
В сфере политических исследований начал работать в начале 2000-х годов. Среди профессиональных интересов —внешняя политика Беларуси, развитие политических институтов и политической истории Беларуси и стран Восточной Европы, история политических идей, судебная власть, внешняя политика, политическое развитие СССР в поздний перестроечный период (1988—1991).
Андрей Казакевич является одним из основателей журнала политических исследований «Палiтычная сфера» (Минск, ISSN 1819-3625), с 2003 года занимает должность главного редактора журнала. Журнал публикует научные исследования с разных сфер политической науки и смежных дисциплин. Целью издания является удовлетворение потребностей широкого академического сообщества в публикации итогов теоретической и эмпирической научной деятельности. Хотя никаких заявлений про закрытие журнала не было, он фактически не издается с 2016 года.
В 2006—2009 годах Казакевич занимал должность директора бакалаврской программы «Политология и европейские исследования» Европейского гуманитарного университета (Вильнюс, Литва), однако в 2009 году вместе с другими молодыми преподавателями университета принял участие в забастовке и покинул университет в знак протеста против нарушения руководством университета академических свобод.
После ухода из Европейского гуманитарного университета Андрей Казакевич в 2009 году основал и возглавил Институт политических исследований «Палітычная сфера»— белорусское исследовательское и экспертное учреждение, основой которого стала группа молодых исследователей, которую объединил основанный ранее журнал «Палiтычная сфера». Кроме Казакевича, основателями института также были Андрей Осадчий, Денис Мельянцов, Андрей Егоров, Алексей Ластовский и другие. Главными целями деятельности института были анонсированы интеграция белорусских ученых в международное академическое сообщество, формирование профессионального сообщества исследователей политики в Беларуси, модернизация преподавания политических дисциплин. Основными направлениями деятельности института являются проведение исследований, экспертная и издательская деятельность и организация публичных мероприятий. В рамках института Андрей Казакевич как главный редактор продолжил издавать журнал «Палiтычная сфера», а в 2010 году в основал ежегодник «Belarusian Political Science Review» и также стал его главным редактором.
В 2010 году Казакевич стал одним из основателей международного Конгресса исследователей Беларуси — ежегодного академического и экспертного форума исследователей Беларуси, в котором принимают участие более 500 исследователей, аналитиков, журналистов и общественных деятелей. Инициаторами создания Конгресса также выступили представители белорусского и литовского академических сообществ, в частности, институт «Палiтычная сфера», Институт Великого Княжества Литовского. С момента создания Конгресса Андрей Казакевич занимает должность председателя организационного комитета, также к оргкомитету в зависимости от ситуации и места проведения Конгресса присоединяются различные белорусские, литовские, польские организации. Как говорил Казакевич, главными целями Конгресса являются создание пространства для академической коммуникации тех, кто профессионально занимается Беларусью, а также стремление сделать белорусское экспертное сообщество более сплоченным. Первый Конгресс состоялся в 2011 году в Каунасе (Литва), где он обычно проходит за исключением седьмого Конгресса в 2017 году, который проходил в Варшаве (Польша), и восьмого Конгресса в 2019 году, который прошел в Вильнюсе (Литва). Следующий, одиннадцатый Конгресс пройдет в Гданьске (Польша) в сентябре 2023 года. После второго Конгресса в 2012 году организационный комитет основал ежегодную премию за лучшую научную публикацию по Беларуси в отрасли социальных и гуманитарных наук. «Сейчас гуманитарные дисциплины находятся в сложном положении. Наша задача повысить интерес к гуманитарным наукам, содействовать их популяризации и улучшить качество работ», —объяснял необходимость основания премии Андрей Казакевич.
В 2012 году Казакевич занял должность старшего научного сотрудника (Research Fellow) Университета Витовта Великого в Литве. Также на протяжении нескольких лет он преподавал в Летучем Университете, читал курс «Введение в современную европейскую политику» в Белорусском коллегиуме.
В 2021 году создал свой собственный канал на Youtube «Казакевич. Политика», где он снимает короткие видео с объяснением актуальных тем касательно внутренней и внешней политики Беларуси, а также публикует интервью с историками в рамках рубрики «Няпростая гісторыя».
Кроме того, Андрей Казакевич как политолог регулярно комментирует события вокруг Беларуси, дает интервью белорусским и иностранными медиа по вопросам белорусской политики. Также являлся постоянным автором «Белорусского ежегодника», журнала Arche, журнала «Палiтычная сфера» и др.
В 2024 году белорусские власти заочно приговорили Андрея Казакевича к 10 годам лишения свободы по делу «аналитиков Светланы Тихановской».